# Titidiops
Titidiops es un género de arañas cangrejo de la familia Thomisidae. Contiene una sola especie, Titidiops melanosternus. La especie fue descrita por Mello-Leitão en 1929.
Aparece registrado en una sección de la revista brasilena Arquivos do Museu Nacional, 31, editada por el Museo Nacional de Brasil y la Universidad Federal de Río de Janeiro.

## Distribución
Se distribuye por América del Sur: Brasil.